# Das Komabrutale Duell
Das Komabrutale Duell est le second film de Heiko Fipper. Il est sorti en 1999.
Das Komabrutale Duell est considéré comme le film créateur du hardgore, autrement dit du gore à profusion.
Véritable touche-à-tout, Heiko Fipper a participé aux effets gores, à la production, au scénario, à la musique, a joué dedans et a également tourné le film.

## Fiche technique
- Titre : Das Komabrutale Duell
- Titre Alternatif : The Coma-Brutal Duel (États-Unis)
- Réalisation : Heiko Fipper
- Scénario : Heiko Fipper
- Musique : Heiko Fipper
- Production : Heiko Fipper
- Distribution : HF Pictures
- Pays d'origine : Allemagne
- Genre : Splatter, Horreur, Gore
- Durée : 90 minutes
- Date de sortie : 1999 (Allemagne)
- Film interdit aux moins de 18 ans